# Erland Björnsson (Bååt)
Erland Björnsson (Bååt), död 3 juli 1628, var en svensk ämbetsman.

## Biografi
Erland Björnsson (Bååt) var son till riksrådet Björn Pedersson (Bååt) och Brita Nilsdotter (Grip). Han skrv under riksdagsbeslutet 1582 och arvföreningen 7 mars 1590. Erland Björnsson blev 20 januari 1605 kammarråd och 31 juli 1606 ståthållare på Västerås slott. Han blev 8 december 1607 ståthållare över Salberget och 1609 riksråd. Erland Björnsson blev 20 juni 1613 åter ståthållare över Salbergs län och blev 16 februari 1614 hovrättsråd i Svea hovrätt. Han avled 1628 och begravdes bredvid sina fruar i Vittinge kyrka.

### Egendom
Erland Björnsson ägde gården Skattmansö i Vittinge socken och Aspnäs gård i Östervåla socken. Han fick 15 februari 1614 Vittinge socken i förläning.

### Familj
Erland Björnsson gifte sig första gången med sin moders kusin Beata Trolle (död 1598), dotter til riksrådet Ture Arvidsson Trolle och Magdalena Eriksdotter (Gyllenstierna af Svaneholm). Han gifte sig andra gången 9 januari 1603 med Märta Posse, dotter till häradshövdingen lage Axelsson Posse och Anna Trolle.